# Реальный обменный курс
Реальный обменный курс — это относительная цена товаров, произведённых в других странах.
В общем виде реальный обменный курс характеризует соотношение цен на товары в данной стране и за рубежом, выраженных в одной валюте.
Реальный обменный курс национальной валюты рассчитывается по формуле:
ʒ=е*p*\p
гдe e — номинальный обменный курс национальной валюты (в прямой котировке, количество долларов за 1 рубль), p — уровень внутренних цен (в национальной валюте), p* — уровень цен за рубежом (в иностранной валюте).
Если реальный обменный курс высок, то иностранные товары относительно дёшевы, а товары, произведённые в своей стране, относительно дороги. И наоборот.
Существует зависимость между реальным обменным курсом и величиной Nx, то есть чистого экспорта, называемого также текущим счётом.
Если реальный обменный курс низкий, то цены отечественных товаров относительно низкие и население этой страны будет предпочитать свои товары импортным, то есть величина импорта уменьшается и увеличивается чистый экспорт (разность между экспортом и импортом).
Если же реальный обменный курс высок, то отечественные товары дороги, население предпочитает импортные товары, значит, импорт велик, показатель Nx мал. То есть существует обратная зависимость между величиной реального обменного курса и размером чистого экспорта.

## Влияние политики на реальный обменный курс
Рассмотрим влияние стимулирующей налогово-бюджетной политики на реальный обменный курс. Увеличение государственных расходов или снижение налогов приводит к сокращению национальных сбережений S, к уменьшению разности (S-I) и сдвигу влево вертикальной линии (S-I). Предложение национальной валюты для зарубежный инвестиций сокращается, вследствие чего происходит рост реального обменного курса национальной валюты, а следовательно, и сокращение чистого экспорта NX. 
Аналогичные последствия будет иметь политика, направленная на стимулирование инвестиций (путём, например, предоставления льгот инвесторам). Увеличение объёма инвестиций приводит к смещению вертикальной линии (S-I) влево. Предложение национальной валюты для зарубежных инвестиций сокращается, национальная валюта реально дорожает, ухудшается баланс текущей операции, то есть уменьшится чистый экспорт NX.
Последствия политики внешнеторговых ограничений (повышения импортных тарифов или введение количественных ограничений импорта) в малой открытой экономике также можно описать с помощью данной модели. Введение внешнеторговых ограничений приводит к уменьшению импорта и росту чистого экспорта при любом данном значении реального обменного курса. Кривая чистого экспорта NX смещается вверх.
В результате проведения подобной политики, однако, не изменяется сальдо баланса текущих операций. Это происходит из-за того, что протекционистская политика ведёт к повышению реального обменного курса национальной валюты, относительному повышению цен на товары и услуги отечественного производства, и, следовательно, к сокращению чистого экспорта NX, сводя на нет его увеличение, вызванное протекционистскими мерами.
Новая точка равновесия соответствует меньшему объёму импорта и экспорта при неизменном NX. Другими словами политика внешнеторговых ограничений ведёт к сокращению общего объёма торговли. Для того, чтобы изменилось сальдо баланса текущих операций, необходимо изменить соотношение между сбережениями и инвестициями, а не прибегать к протекционистской политике, сокращающей выгоды от внешней торговли.